# Толедо, Хуан Батиста
Хуан Батиста де Толедо (исп. Juan Bautista de Toledo; 1515, Толедо — 15 мая 1567, Мадрид) — испанский архитектор, философ, математик эпохи Возрождения. Как и многие архитекторы той эпохи, имел опыт как в архитектуре, так и в военных и гражданских общественных работах. Родился либо в Толедо, либо в Мадриде около 1515 года.

## Биография
Де Толедо начал свою деятельность архитектора в Риме, между 1534 и 1541 годами, работая помощником Микеланджело по заказам папы Павла III (Алессандро Фарнезе), завершая внутренний двор Палаццо Фарнезе. Затем, возможно, он продолжил обучение на строительстве базилики Святого Петра под руководством Антонио да Сангалло Младшего, возможно, и на других стройках Сангалло.
В Риме и Флоренции он был известен под именем Джованни Баттиста де Альфонсис (Giovanni Battista de Alfonsis). Однако в Неаполе и Мадриде его знали как Хуана Батисту де Толедо: у обоих был одинаковый архитектурный почерк. Поэтому предполагают, что его полное имя было Хуан Батиста де Толедо Альфонсис.
В Эль-Эскориале, своей самой значительной работе, 23 апреля 1563 года, во время церемонии закладки краеугольного камня, Хуан де Эррера написал на лицевой стороне камня: «JOANNES BAPTISTA ARCHITECTUS MAJOR. APRILES 23». На других сторонах имеются надписи: на одной стороне «DEUS OPTIMUS MAXIMUS OPERO ASPICIAT»; а на другой: «PHILIPUS HISPANIARUM REX A FUNDAMENTIS ERIXIR −1563». 18 декабря 1546 года папа Павел III назначил Хуана Батисту заместителем архитектора-координатора на постройке собора Святого Петра в Риме: «Similis deputatio pro Joanne Bapta. Hispano».
Перед тем, как его покровитель Павел III умер в 1549 году, 20 сентября 1548 года де Толедо был вызван вице-королем Неаполя Педро Альваресом де Толедо. Джованни Баттиста отправился в Неаполь, чтобы работать в должности «старшего мастера королевских работ Неаполитанского королевства» (Maestro Mayor de Obras Reales en el Reino de Nápoles).
В Неаполе Толедо проектировал и перестраивал множество зданий, в том числе по Страда ди Толедо (с 1870 года улица называлась Страда ди Рома), церковь Сан-Джакомо-дельи-Спаньоли, бастионы Кастель Нуово, палаццо в Позиллипо, Кастель Сант-Эльмо и несколько фонтанов.
В 1559 году король Филипп II вызвал архитектора обратно в Мадрид, где он восстановил Алькасар Мадрид, Алькасар Толедо и монастырь Иеронимос де Мадрид. Хуан де Толедо проектировал фасад церкви де лас Дескальсас-Реалес. Он также выполнял архитектурные работы в Каса-де-Кампо-де-Мадрид, Каса-Реаль-де-Асека и Королевском дворце в Аранхуэсе.
В 1561 году Толедо был назначен «королевским архитектором», ответственным за городское планирование Эскориала. Он руководил архитектурными и общественными работами в селении Сан-Лоренцо-де-Эль-Эскориал, окрестностях Эль-Эскориал и Ла-Гранхилья до своей смерти в 1567 году. Монастырь Эскориал был завершен Хуаном де Эррерой в 1584 году.
Хуан де Толедо умер 19 мая 1567 года в Мадриде и был похоронен в Мадриде в хоре монастыря Санто-Томас церкви де-ла-Санта-Крус.

## Галерея

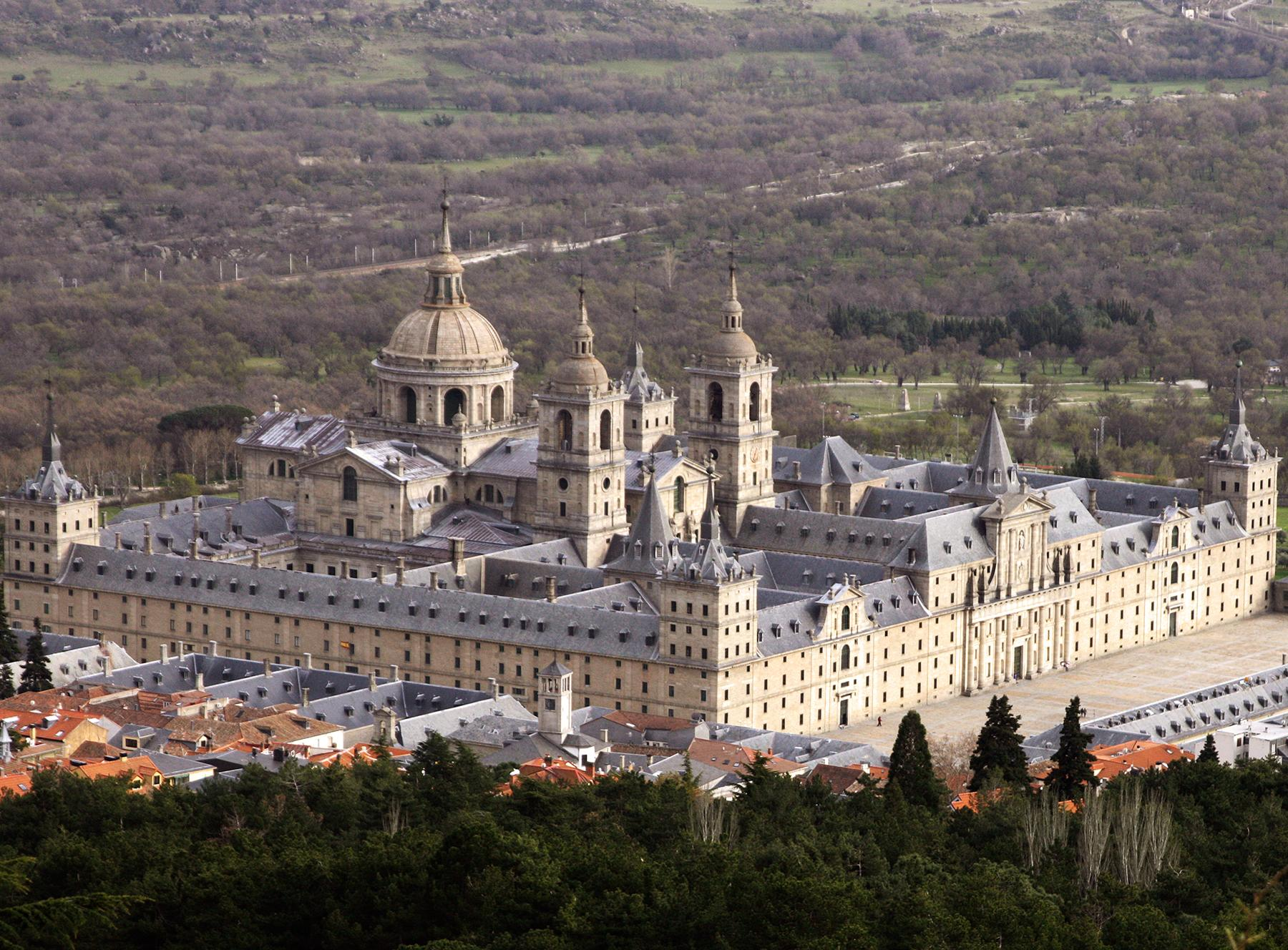
Монастырь Сан-Лоренцо в Эскориале
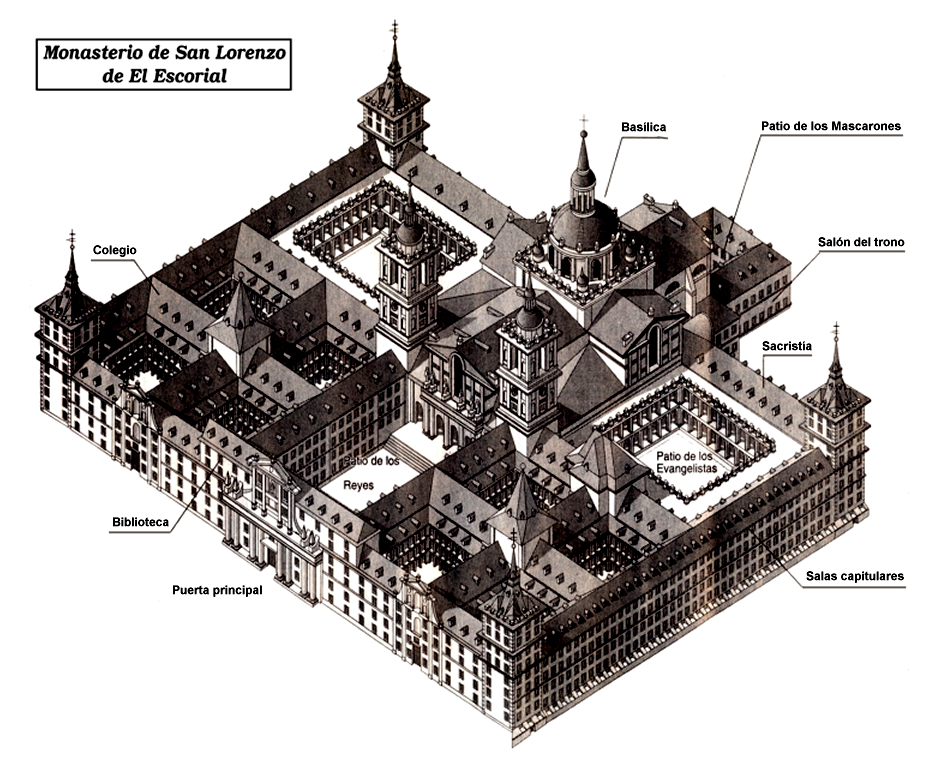
Изометрический план монастыря
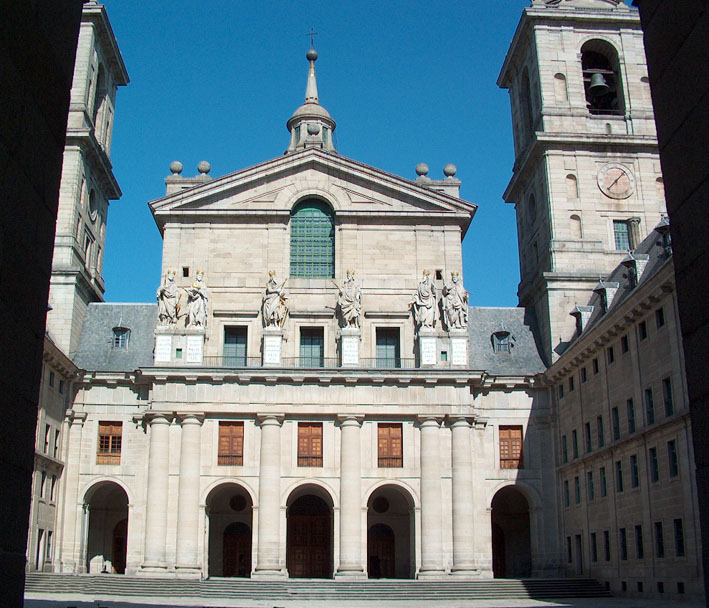
Базилика Сан-Лоренцо. Главный фасад. Эскориал. Завершено Хуаном де Эррерой
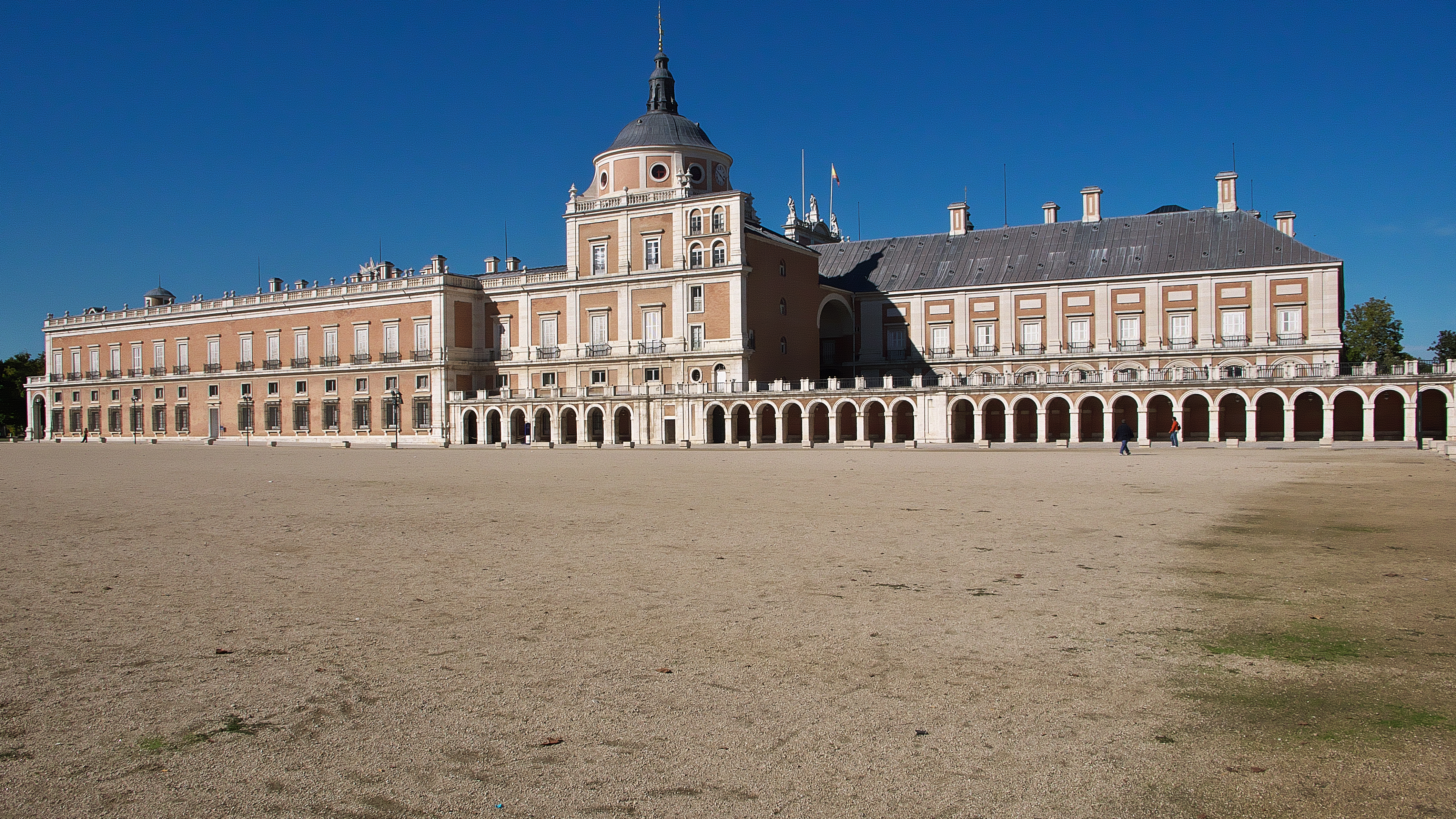
Королевский дворец в Аранхуэсе
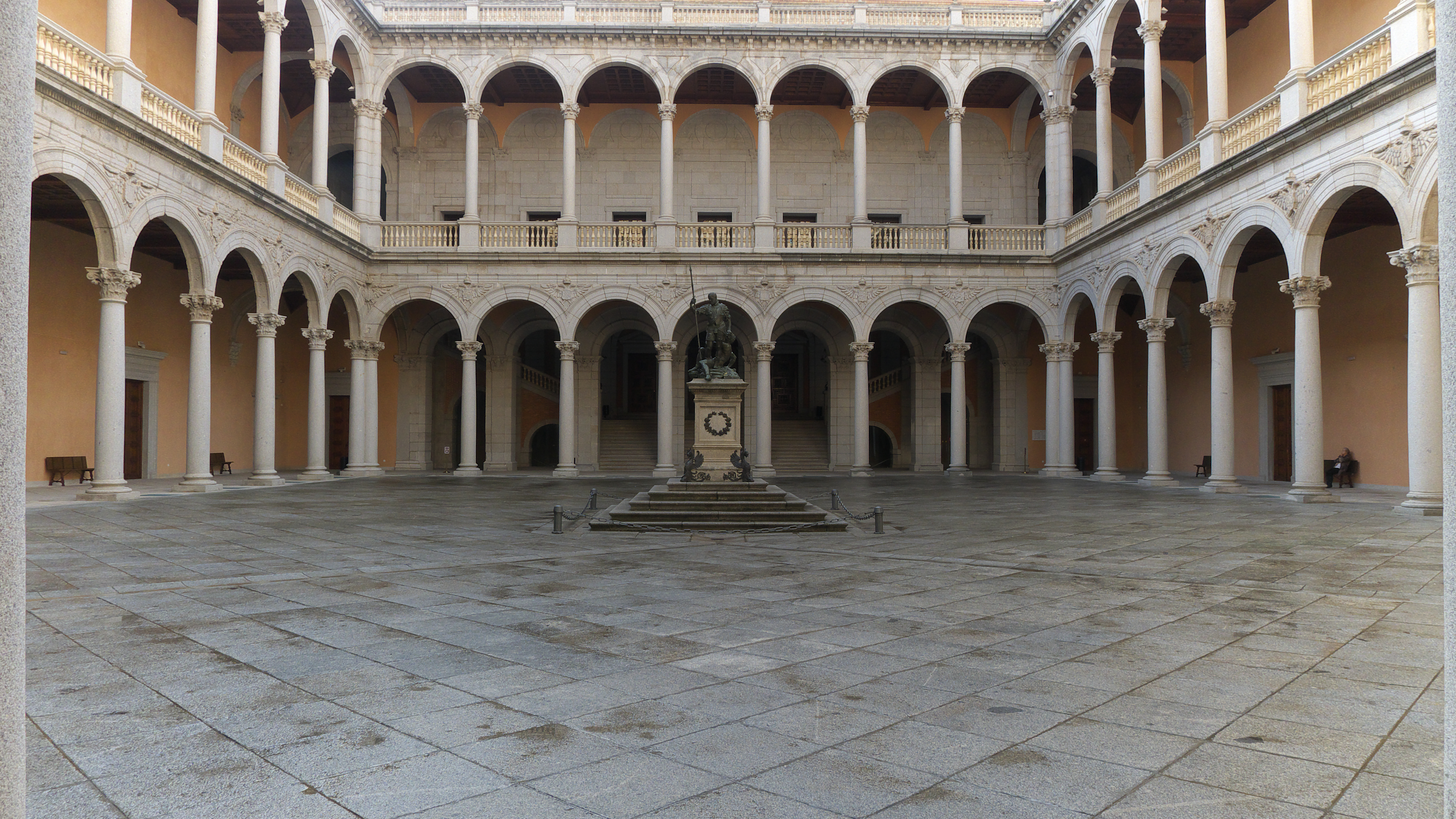
Алькасар в Толедо. Патио. 1550